# Ramón Andrés
 (juin 2023).
Si vous disposez d'ouvrages ou d'articles de référence ou si vous connaissez des sites web de qualité traitant du thème abordé ici, merci de compléter l'article en donnant les références utiles à sa vérifiabilité et en les liant à la section « Notes et références ».
Œuvres principales
- Johann Sebastian Bach. Los días, las ideas y los libros (2005)
- El mundo en el oído. El nacimiento de la música en la cultura (2008)
- Diccionario de música, mitología, magia y religión (2012)
- El luthier de Delft (2013)

Ramón Andrés, né à Pampelune le 27 décembre 1955, est un écrivain, poète, musicien et musicologue espagnol.

## Biographie
Entre 1974 et 1983, Ramón Andrés mène une activité de chanteur et musicien centrée sur le répertoire du Moyen Âge et de la Renaissance à l'aide d'instruments anciens. Entre ses maîtres figurent Agustín García Calvo et Ferran Lobo.
En 1983, il crée à Barcelone un département pionnier dans le domaine de la musique ancienne. Il est lecteur à l'Université de Naples en 1988 et 1989.
Depuis 1988, il se consacre exclusivement à l'écriture. À partir de 2002, il dirige la collection "De música" chez la maison d'édition Paidós. Entre 2004 et 2007, il est coordinateur du conseil éditorial de la revue Goldberg consacrée à la musique ancienne. Il est membre fondateur de la revue Archipiélago. Cuadernos de crítica de la cultura. Dans le domaine éditorial, il a publié les œuvres d'auteurs tels que Nikolaus Harnoncourt, Jonathan Harvey, Peter Szendy ou Massimo Donà.
Ramón Andrés écrit des articles sur la musique dans des journaux comme El País, La Vanguardia, El Periódico de Catalunya et El Mundo, mais aussi dans des revues comme Humanitas, Nexus, Ínsula et Pasajes. Il a écrit des commentaires pour divers labels discographiques comme Harmonia mundi en France et Ensayo, ainsi que des textes de programmes destinés au Teatro Real de Madrid, à l'Orquesta Nacional de España, à l'Orquesta y Coro de la Comunidad de Madrid, et au Teatro de la Ópera de Bilbao. Certains de ses écrits ont fait partie de catalogues d'exposition comme c'est le cas du texte Los luthiers españoles (1988) et Visiones del Quijote (2005). Ramón Andrés donne des séminaires et des conférences.
En 2010, il publie une anthologie de textes mystiques sur le silence précédée d'un essai sur la relation entre les mystiques des XVIe et XVIIe siècles et le silence (No sufrir compañía. Escritos místicos sobre el silencio, siglos XVI y XVII).
En septembre 2012, Ramón Andrés publie un monumental Diccionario de música, mitología, magia y religión, somme érudite de plus de 1700 pages. Cet ouvrage explore les alliances secrètes qui unissent dans la musique les dieux des mythologies (grecque, hindoue, celtique ou scandinave) avec l'anthropologie, la pensée du sacré et l'ésotérisme.
En 2013, il publie El luthier de Delft, livre dans lequel il étudie les rapports entre musique, peinture et science au temps de Vermeer et Spinoza.

## Œuvre
- La línea de las cosas, 1994, Ed. Hiperión.
- Tiempo y caída. Temas de la poesía barroca, 2 volumes, 1994, Ed. Sirmio (Quaderns Crema).
- Diccionario de instrumentos musicales. Desde la Antigüedad a J. S. Bach, préface de John Eliot Gardiner, 1995, Ed. Península.
- La amplitud del límite, 2000, Ed. DVD Ediciones.
- W. A. Mozart, 2003, Ed. Robinbook.
- Historia del suicidio en Occidente, 2003, Ed. Península, réédité chez Acantilado sous le titre Semper dolens.
- Johann Sebastian Bach. Los días, las ideas y los libros, 2005, Ed. Acantilado.
- El oyente infinito. Reflexiones y sentencias sobre música de Nietzsche a nuestros días, 2007, Ed. DVD Ediciones.
- El mundo en el oído. El nacimiento de la música en la cultura, 2008, Ed. Acantilado.
- No sufrir compañía. Escritos místicos sobre el silencio, siglos XVI y XVII, 2010, Ed. Acantilado.
- Los extremos, 2011, Ed. Lumen.
- Diccionario de música, mitología, magia y religión, 2012, Ed. Acantilado.
- El luthier de Delft. Música, pintura y ciencia en tiempos de Vermeer y Spinoza, 2013, Ed. Acantilado.
- Pensar y no caer, 2016, Ed. Acantilado.
- Claudio Monteverdi. 'Lamento della Ninfa', Acantilado, 2017.

Comme éditeur
- Juan Eusebio Nieremberg, Oculta filosofía, 2004, Ed. Acantilado. Il s'agit d'un traité du XVIIe siècle sur les vertus thérapeutiques de la musique.
- Gabriel Bocángel, Sonetos Completos, Planeta, 1986.
- Antología poética del Romanticismo español, 1987.
- Diego de Torres Villarroel, A la cola del mundo, Edhasa, 2004.

Comme traducteur
- Georges Braque, El día y la noche, traduit du français par Ramón Andrés et Rosa Rius, 2001, Ed. Acantilado.
- Arthur Hutchings, Mozart, traduit de l'anglais par Ramón Andrés, Salvat, 1985.
- Dylan Thomas, Bajo el bosque lácteo, traduit de l'anglais par Ramón Andrés, DVD Ediciones, 1997.
- Jean de La Bruyère, Los carácteres, o Las costumbres de este siglo, Edhasa, 2004.
- Vladimir Jankélévitch, La música y lo inefable, traduit du français par Ramón Andrés et Rosa Rius, Alpha Decay, 2005.
- Jeanne Hersch, Tiempo y música, traduit du français par Ramón Andrés et Rosa Rius, Acantilado, 2013.
- Charles Burney, Viaje musical por Francia e Italia en el siglo XVIII, Acantilado, 2014.

## Prix
- 2015 : Prix International Príncipe de Viana de la Cultura
- 2006 : Prix de la Ville de Barcelone pour le livre Johann Sebastian Bach. Los días, las ideas y los libros.
- 1994: Prix de la Ville de Cordoue pour le livre La línea de las cosas.